# Stecówka
Stecówka (760 m n.p.m.) – część wsi Istebna w Polsce, położona w województwie śląskim, w powiecie cieszyńskim, w gminie Istebna.
W latach 1975–1998 Stecówka położona była w województwie bielskim.
Leży w Beskidzie Śląskim. Położona jest na rozległej polanie, opadającej ku południowi, ku dolinie Olzy, z obniżenia grzbietu biegnącego od Karolówki na zachód, w stronę Kubalonki.
Nazwa wywodzi się od niejakiego Steca, prawdopodobnie właściciela polany i pierwszego na niej osadnika, wzmiankowanego w 1788. W 1934 powstało tu prywatne schronisko turystyczne na Stecówce Michała Legierskiego, funkcjonujące z różnymi przerwami do naszych czasów (aktualnie - 2018 r. - nieczynne). W latach 1956–1958 dzięki pracy miejscowych górali wybudowano tu drewniany kościółek pod wezwaniem Matki Bożej Fatimskiej, zdobiony pracami twórców z Istebnej: Jana Wałacha, Ludwika Konarzewskiego juniora, Teresy Stankiewicz, Józefa Bocka, Jana Krężeloka i innych. Świątynia spłonęła w nocy z 2 na 3 grudnia 2013 roku. Odbudowano ją w poprzednim stylu i od 2016 roku ponownie służy wiernym.
Z polany rozpościera się widok na otoczenie Istebnej. Przebiega tędy czerwony Główny Szlak Beskidzki oraz pętla beskidzka Szlaku Architektury Drewnianej.

## Galeria

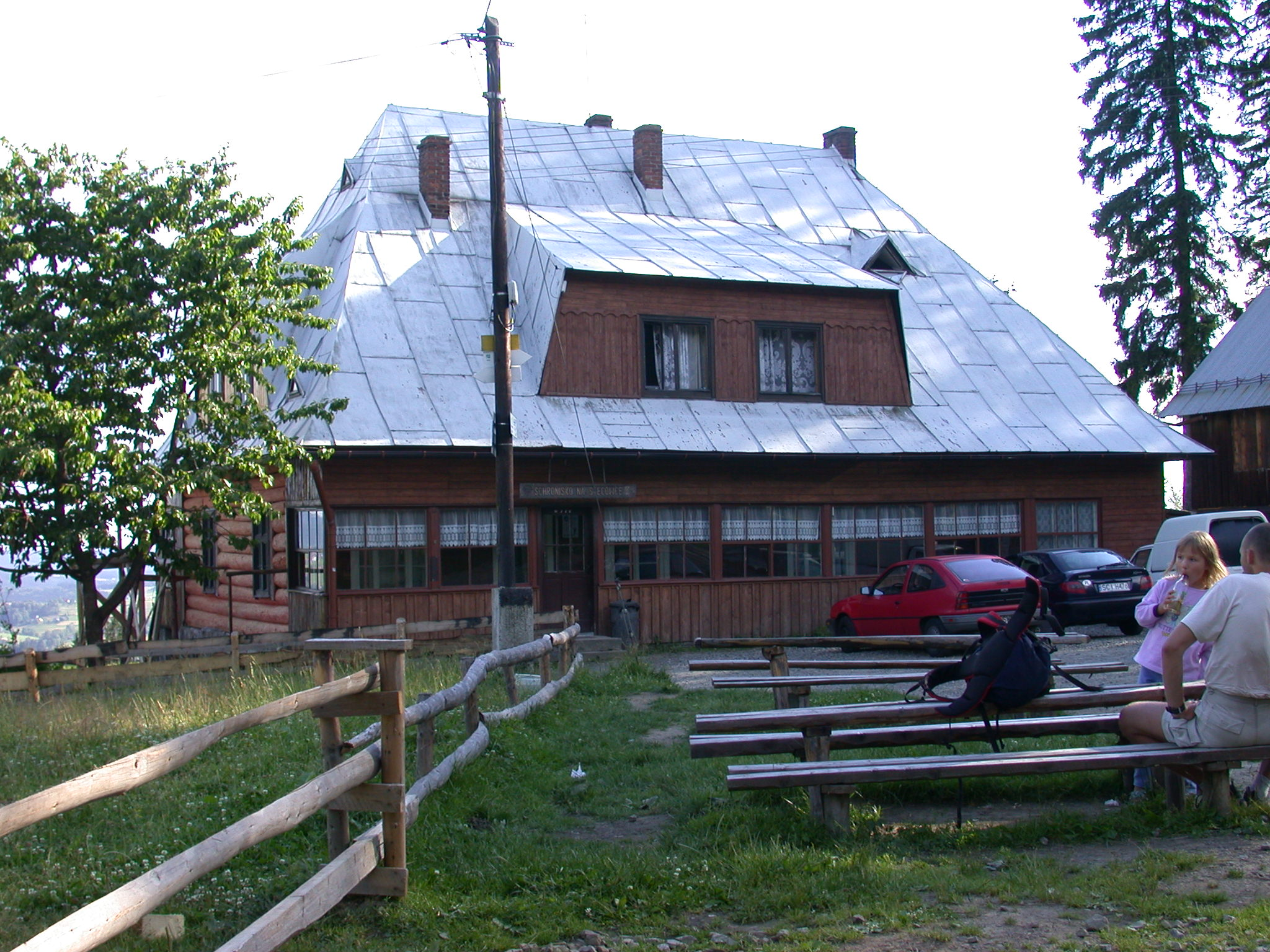
Schronisko turystyczne na Stecówce (2006)
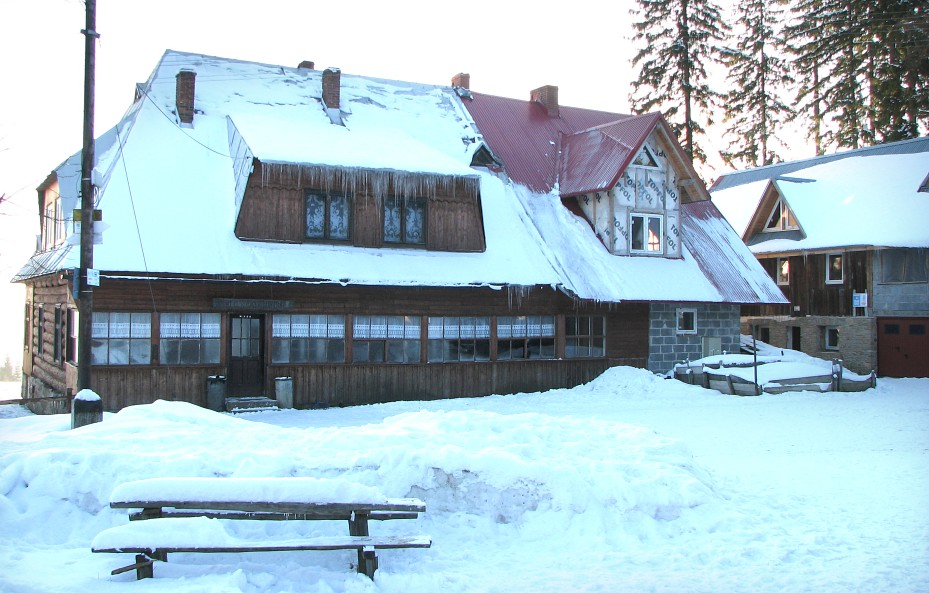
Schronisko turystyczne na Stecówce (2011)

## Szlaki turystyczne
Fragment Głównego Szlaku Beskidzkiego:
- – na Baranią Górę (przez Przysłop) – 2.15 godz., z powrotem 1.30 godz.
- – na Przełęcz Kubalonka – 1.15 godz., z powrotem 1 godz.